# Улица Коте Месхи
Улица Коте Месхи (груз. კოტე მესხის ქუჩა) — улица в Тбилиси, в районе Мтацминда, от улицы Дмитрия Кипиани до улицы Рици.

## История
Названа в честь известного грузинского актёра Константина Месхи (1857—1914).
Прежнее название — 2-я Нагорная улица.

## Известные жители

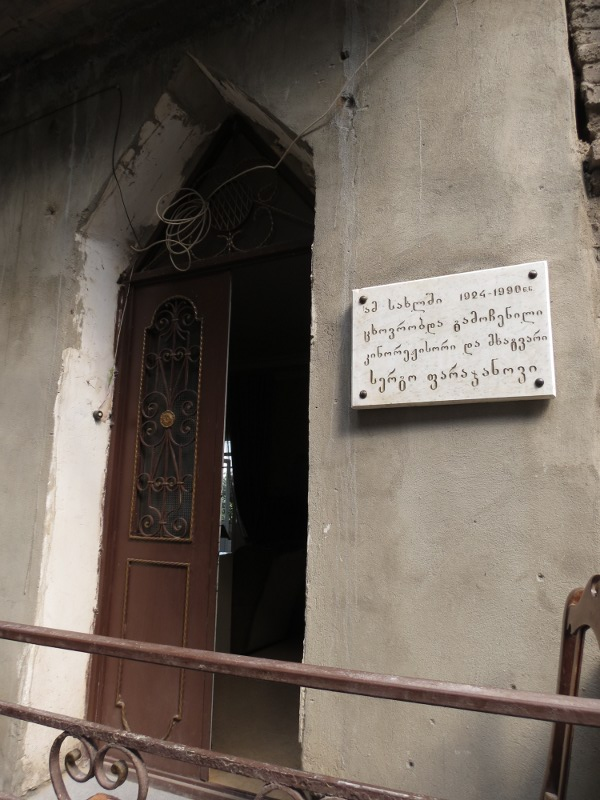
Дом семьи Параджановых, улица Коте Месхи, 7

Родился и жил известный кинорежиссер Сергей Параджанов. У Параджанова в гостях бывали Марчелло Мастрояни, Тонино Гуэрра, Алла Демидова, Майя Плисецкая